# Гуревич, Семён Шоломович
Семён Шоломович Гуревич (бел. Сямён Шоламавіч Гурэвіч; 20 декабря 1915, Червень — 23 апреля 1982, Минск) — участник Великой Отечественной войны, командир телефонно-кабельного взвода 107-й гвардейской роты связи 78-й гвардейской стрелковой дивизии 25-го гвардейского стрелкового корпуса 7-й гвардейской армии Степного фронта,
Герой Советского Союза, гвардии лейтенант.

## Биография
Родился в городе Игумен, ныне Червень Минской области Белоруссии, в крестьянской семье. Еврей. Окончив 7 классов, работал столяром.
В Красной Армии с 1936 года. Участвовал в походе советских войск в Западную Белоруссию 1939 года. На фронте в Великую Отечественную войну с июля 1941 года. В 1942 году окончил Тамбовское кавалерийское училище. Член ВКП(б)/КПСС с 1943 года.
Командир телефонно-кабельного взвода 107-й гвардейской отдельной роты связи кандидат в члены ВКП(б) гвардии лейтенант Семён Гуревич особо отличился при форсировании реки Днепр севернее села Домоткань Верхнеднепровского района Днепропетровской области Украины.
В ночь на 25 сентября 1943 года гвардии лейтенант Гуревич с четырьмя связистами под огнём противника на лодке и вплавь преодолел Днепр и, проложив кабельную линию, установил связь между командными пунктами полка и дивизии.
Когда 27 сентября 1943 года группа гитлеровских автоматчиков просочилась в тыл полка и связь с левым берегом прервалась, Гуревич повёл воинов-связистов в атаку и лично уничтожил более десяти гитлеровцев. Связь была восстановлена.
После войны — в запасе, жил и работал в Минске. Похоронен на Восточном (Московском) кладбище в Минске.

## Награды и звания
Указом Президиума Верховного Совета СССР от 26 октября 1943 года за образцовое выполнение боевых заданий командования на фронте борьбы с немецко-фашистскими захватчиками и проявленные при этом мужество и героизм гвардии лейтенанту Гуревичу Семёну Шоломовичу присвоено звание Героя Советского Союза с вручением ордена Ленина и медали «Золотая Звезда» (№ 1378).
Награждён орденом Ленина, орденами Отечественной войны II степени, Красной Звезды, медалями.

## Память
- Имя Героя носит студенческий информационный отряд «МедиаВектор» (Беларусь)[1].